# Bitecta diastropha
Bitecta diastropha là một loài bướm đêm thuộc phân họ Arctiinae, họ Erebidae.